# Левин Корнуолльский
Левин (VI век) — корнуолльский святой. День памяти — 8 июня.
Святой Левин, или Леван (возможно, это сокращённая форма от имени Сильван, Силуан) прибыл в Корнуолл, где его имя было дано приходу.

## Крестильня и часовня св. Левина
Источник св. Левина и крестильня расположены рядом с тропинкой, ведущей а ведущие на пляж Порт Чэпел (англ. Porth Chapel). Они связаны с маленькой Часовней на краю обрыва, расположенной вниз по лестнице из около пятидесяти каменных ступеней. О существовании этой лестницы было известно в течение многих лет, но она была обретена в результате раскопок в 1931 году.

## Камень св. Левина
На южной стороне церкви, возле крыльца лежит камень, известный как камень св.Левана. Он расколот на две части. По преданию, св.Леван сидел на этом камне, когда уставал после рыбной ловли. Однажды он у дарил посохом по этому грубому, но любимому месту, и камень раскололся надвое. Святой молился на это скале и произнёс следующее пророчество:
When with panniers astride,
A Pack Horse can ride,
Through St Levan's Stone,
The world will be done.

## Кресты
Было время, когда по крайней мере, шесть гранитных крестов кельтского узора обозначало дороги, отходящие от храма в сторону отдаленных хуторов, деревень и ферм. Один из них, высотой 6 футов 11 дюймов стоит на кладбище справа от пути, ведущего на южное крыльцо. Быть может он находится в исходном положении, так как кладбище тех времён было местом древних захоронений. Второй крест можно найти у кладбищенской стены, рядом со входом в северо-восточном углу.